# Jean-François Bachelot
Jean-François Bachelot (Perpignano, 11 giugno 1977) è un allenatore di tennis ed ex tennista francese.

## Carriera

### Giocatore
In carriera ha raggiunto una finale nel doppio al Milan Indoor nel 2005, in coppia con il connazionale Arnaud Clément. Nei tornei del Grande Slam ha ottenuto il suo miglior risultato raggiungendo il terzo turno nel doppio a Wimbledon nel 2004.

### Allenatore
Dal 2011 ha intrapreso la carriera da allenatore. Ha seguito tra gli altri Grigor Dimitrov sul finale della stagione 2012, Victor Hănescu dal gennaio 2012 all'ottobre 2013 e, a partire dal 2005, Édouard Roger-Vasselin.
Dal 2008 collabora, con vari ruoli e ad intervalli irregolari, con la "Mouratoglu Tennis Academy".

## Statistiche

### Doppio

#### Finali perse (1)
| Numero | Anno            | Torneo               | Superficie | Compagno       | Avversari in finale                  | Punteggio     |
| 1.     | 6 febbraio 2005 | Milan Indoor, Milano | Sintetico  | Arnaud Clément | Daniele Bracciali Giorgio Galimberti | 7-6, 6-7, 4-6 |